# Medalha Simões Lopes Neto
A Medalha Simões Lopes Neto é uma condecoração outorgada pelo governo do estado brasileiro do Rio Grande do Sul a personalidades que se distinguiram em atividades culturais, tais como artes, letras, ciências, educação, bem como na magistratura e no magistério. Instituída no ano de 1972, a medalha leva o nome do escritor João Simões Lopes Neto (1865-1916), importante autor gaúcho e pré-modernista.